# Чепца
Чепца́ (удм. Чупчи́) — река в Пермском крае, Удмуртии и Кировской области России, крупнейший левый приток реки Вятки в бассейне Волги. Длина 501 км, площадь бассейна 20 400 км², средний расход — 141 м³/с.
Начинается на Верхнекамской возвышенности в Пермском крае и протекает по территории Удмуртии и Кировской области. Впадает в реку Вятка в черте города Кирово-Чепецк Кировской области.
На берегах реки расположены (от истока к устью): село Дебёсы, деревня Малая Чепца, деревня Варни, деревня Гордъяр, деревня Озон, село Чепца, село Каменное Заделье, посёлок Балезино, село Балезино, город Глазов, село Дизьмино, деревня Яр, деревня Усть-Лекма, село Елово, деревня Бобыли, деревня Зыряново, посёлок Косино́, посёлок Чепецкий, посёлок Кордяга, деревня Ряхи, село Волчье, деревня Низовцы, деревня Кривобор, деревня Здравница, деревня Единение, село Ильинское, и город Кирово-Чепецк, в котором находится устье.
Для Чепцы характерны резкие изменения направления течения (с севера на юго-запад, а затем на юго-восток) и большая извилистость на всём протяжении. Чепца — типично равнинная река, текущая большей частью в широкой долине с пологими склонами. В низовьях расширенные и суженные участки долины чередуются через 1—5 км. Много перекатов.
Чепца относительно богата рыбой: лещ, плотва, линь, чехонь, сом, щука, окунь, судак и др.
По данным государственного водного реестра России относится к Камскому бассейновому округу, водохозяйственный участок реки — Чепца от истока до устья.

## Происхождение названия

Бассейн Вятки

Гидроним Чепца появился, судя по всему, после появления в низовьях реки древнерусского населения, то есть в конце XII века. В вятских летописях, описывающих то время (например, в «Повести о стране Вятской»), Чепца упоминается неоднократно в современной форме написания.
Сигизмунд Герберштейн в своих «Записках о Московии» называет Чепцу, судя по всему, Речицей (Reczicza) — он принял само слово, обозначающее реку, за её название.
Д. Г. Мессершмидт в своих путевых заметках (1726 год) записывает Чепцу в двух вариантах произношения — как Zepza и как Çzepçza. Такой разнобой, видимо, связан с тем, что Мессершмидт слышал от своих респондентов и нормативное рус. Чепца, и удм. Чупчи, и диалектное «цокающее» рус. Цепця.
Народная этимология связывает происхождение гидронима с Екатериной Великой, которая якобы переправлялась через реку и уронила в неё свой чепец.
П. Н. Луппов полагал, что название Чепца принесли с собой русские переселенцы, так как оно «тождественно с названием реки, впадающей в озеро Воже (Чаронду) (около древнего Белозерского княжества)».
Имя Чепца не объясняется ни из удмуртского, ни из другого финно-угорского языка. Скорее всего название реки произошло из (древне)русского языка, от праславянского корня *цеп- (*цепати-, *цепити-) со значениями «расщеплять, раскалывать, цеплять», перешедшего в диалектное *чеп- и образовавшего Чепца при помощи суффикса -(и)ца (по аналогии с Быстрица, Холуница и т. п.). Название вероятно связано с тем, что устье реки в древности было «расщеплённым», о чём сейчас можно судить по сохранившимся старицам.
Некоторые исследователи считают, что удмуртское название Чупчи произошло от русского. По мнению других, удмуртское название происходит от финно-угорского корня *чуп — «залив» и общепермского *си — «река», «ручей», то есть буквально «река, выходящая из залива».

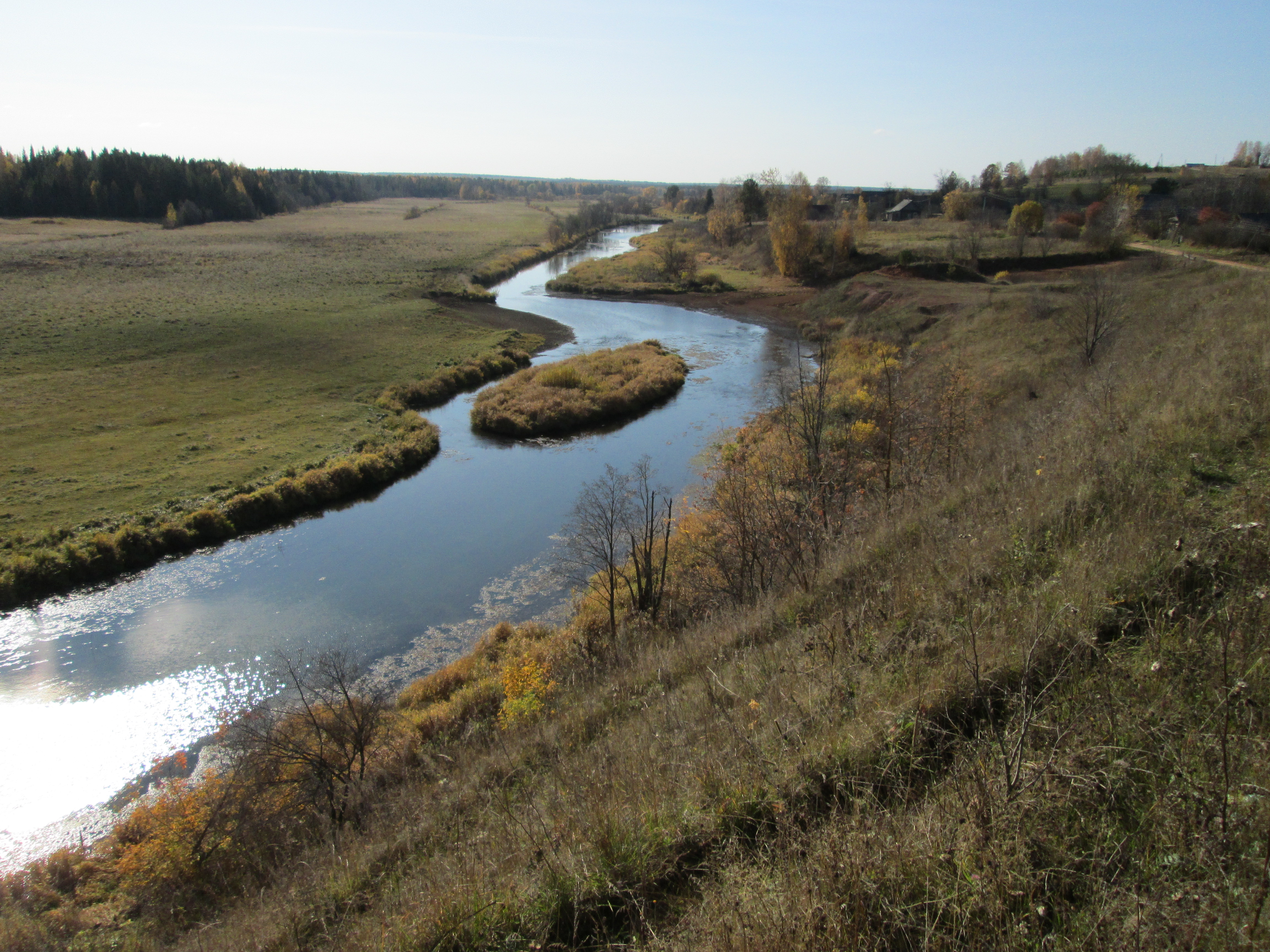
В Дебёсском районе
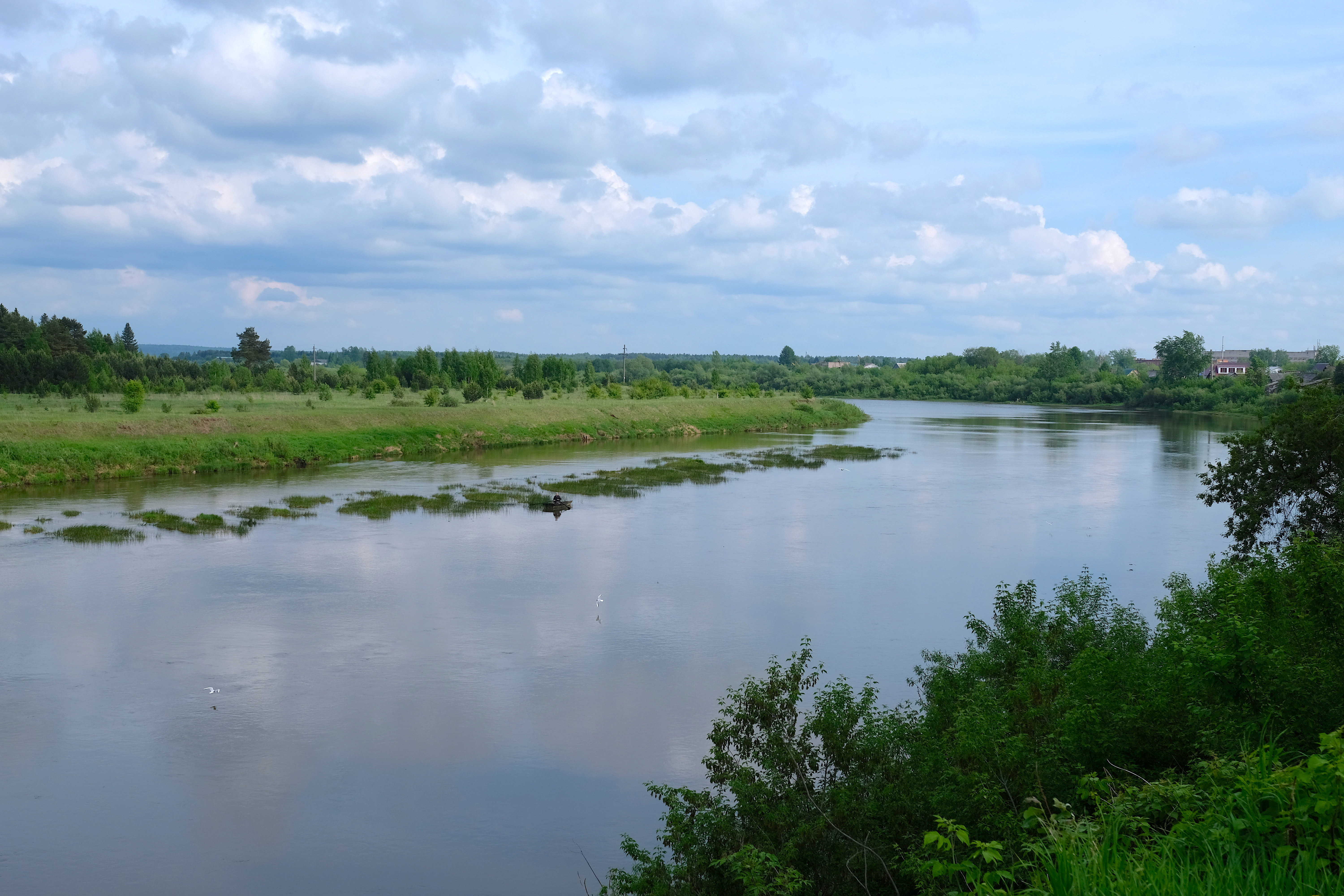
В Балезино
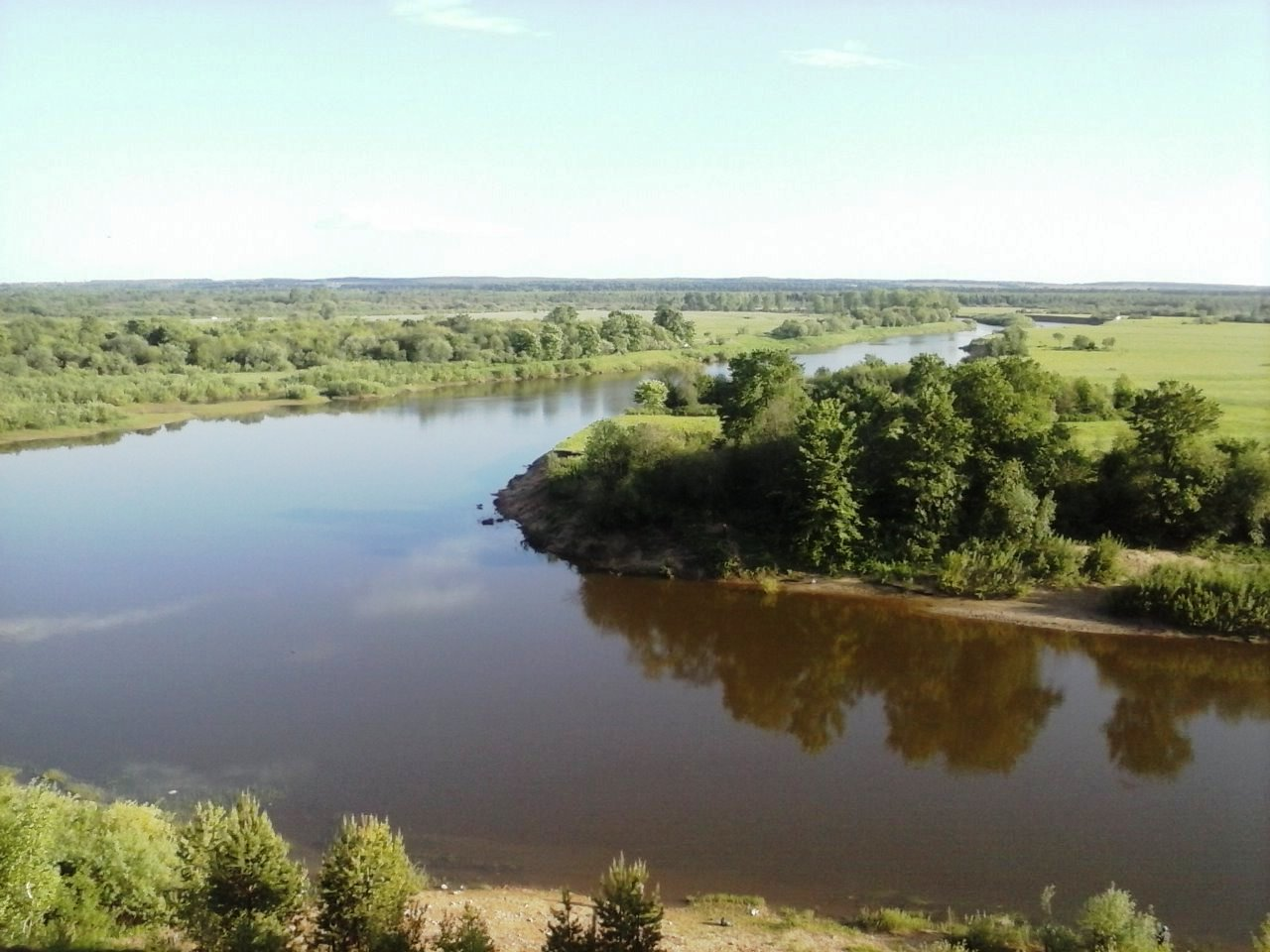
В Глазовском районе (Дом отдыха Чепца)
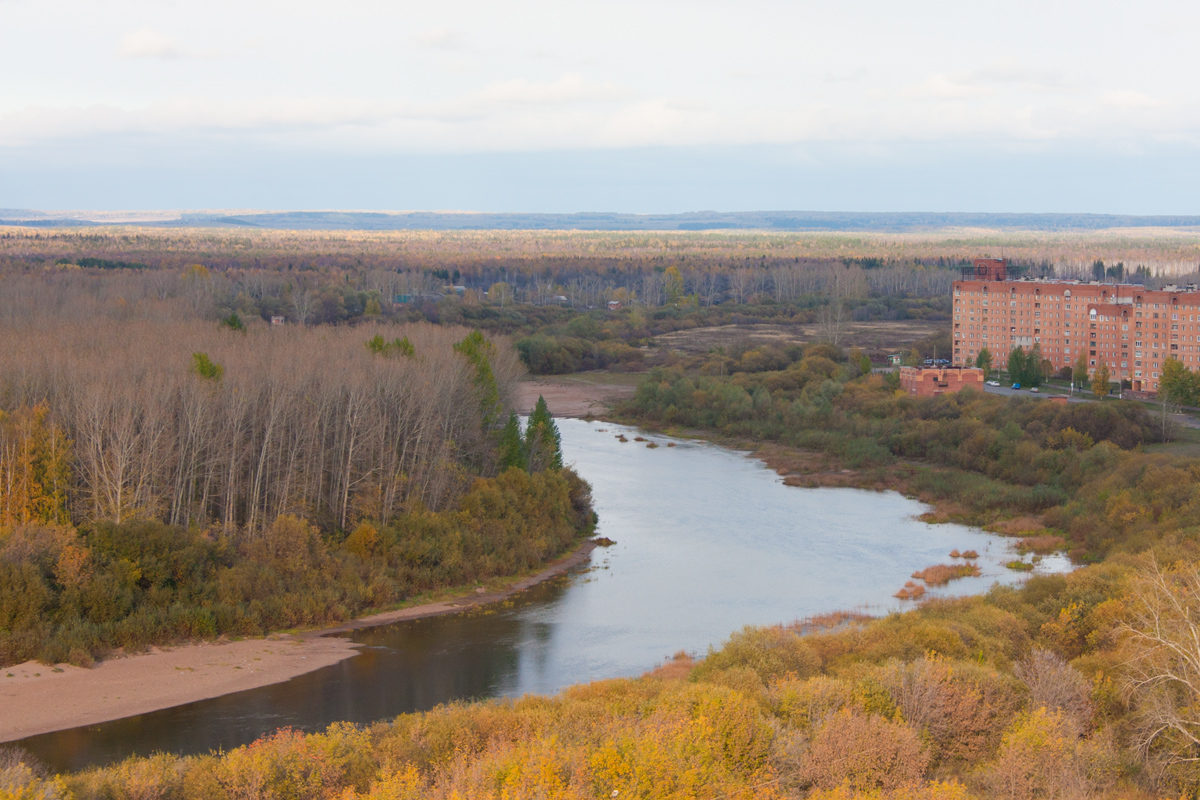
В Глазове (Левобережье)
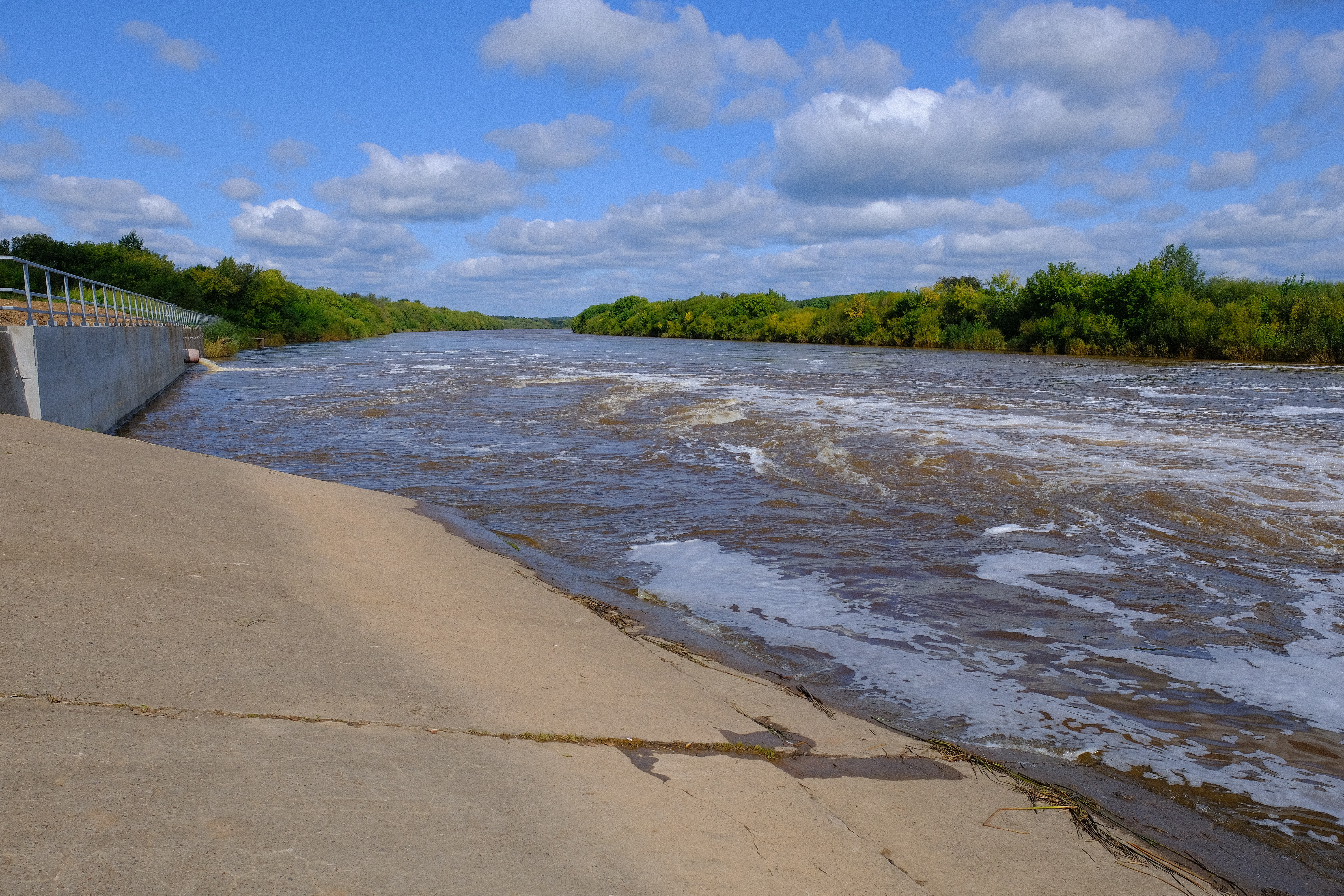
В Глазове (дамба)
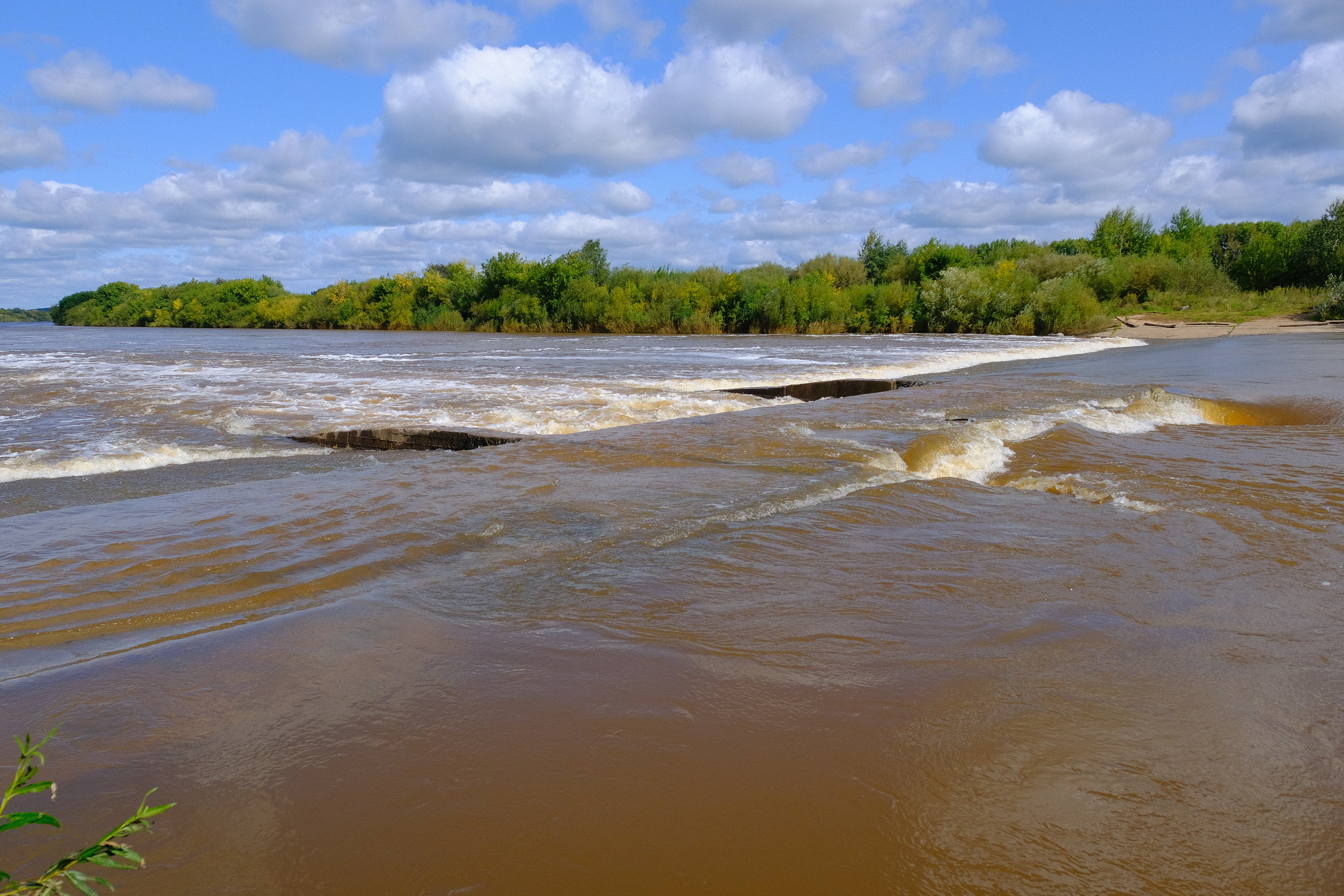
В Глазове (дамба)
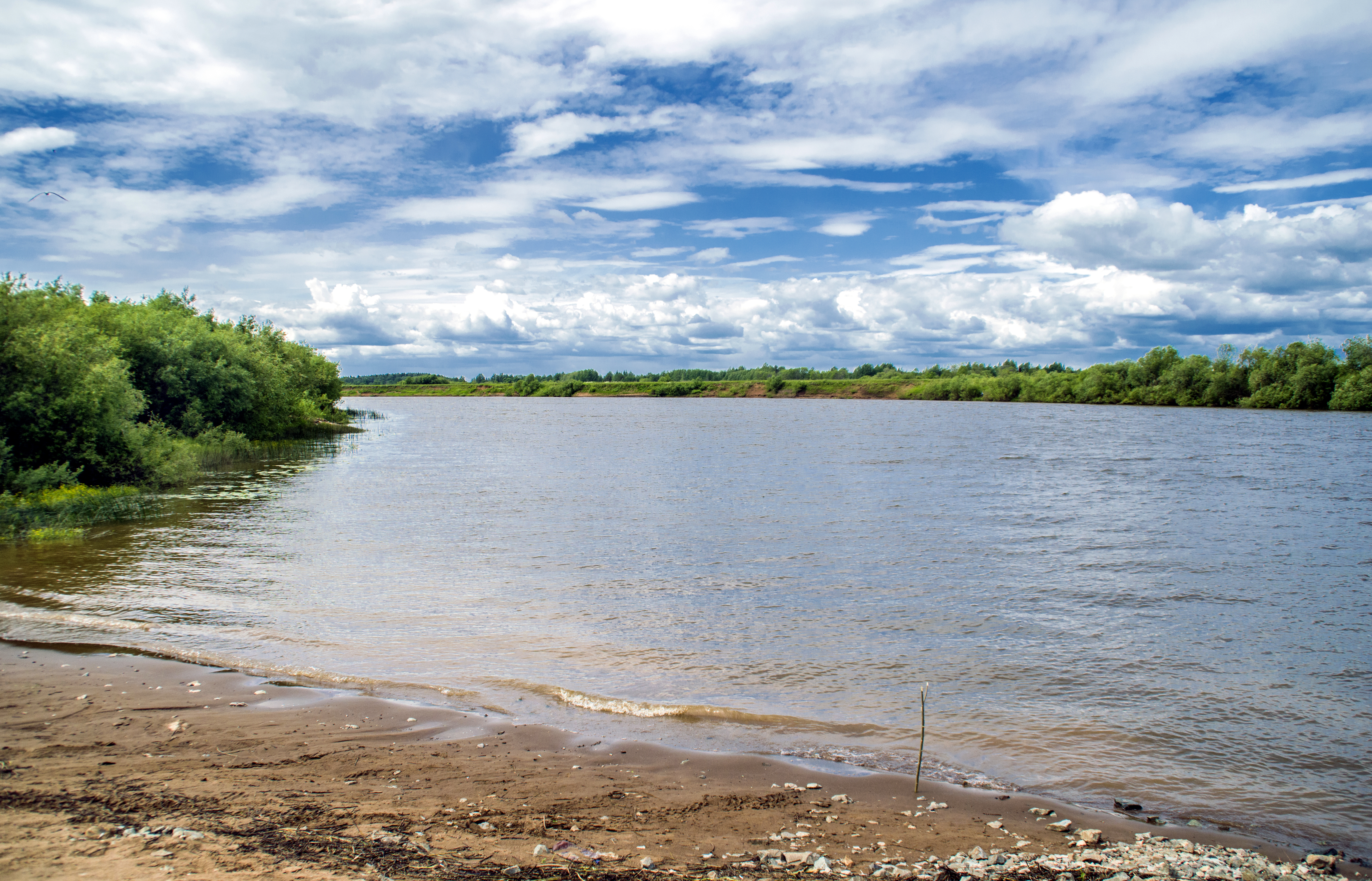
В Кирово-Чепецком районе

## Притоки
Крупнейшими притоками Чепцы являются реки Коса, Святица, Лекма, Убыть и Лоза (все — левые).
По порядку от устья к истоку:
- 7 км: Бузарка (Язвица)
- 39 км: Каринка
- 48 км: Филипповка
- 56 км: Светлица
- 66 км: Мурлевка
- 71 км: Роговка
- 77 км: Мелковица
- 80 км: Сизма
- 80 км: Косинка
- 88 км: Малая Кордяга
- 103 км: Кордяга
- 117 км: Дубовица
- 129 км: Заозерянка (Безымянный)
- 134 км: Коса
- 136 км: ручей Боровка
- 143 км: Полынка
- 159 км: Новая
- 183 км: Яровка
- 188 км: Святица
- 194 км: Ясновка
- 199 км: Сада
- Еловка
- 218 км: Костромка
- 220 км: Сизьма
- 226 км: Лекма
- 232 км: Пудем
- 234 км: Бармашурка
- 237 км: Тум
- 250 км: Лезя
- 262 км: Жаба
- 268 км: Кузьма
- 273 км: Пышкец
- 278 км: Убыть
- 280 км: Сыга
- 283 км: Утемка
- 292 км: Пызеп
- 295 км: Сепыч
- 319 км: Кестымка
- 334 км: Юнда
- 340 км: река без названия
- 347 км: Кеп
- 352 км: Унтемка
- 359 км: Люк
- 361 км: Пызеп
- 380 км: Пулыбка
- 396 км: Туга (Тугалудка)
- 399 км: Лоза
- 409 км: Люк
- 411 км: Лып
- 429 км: Ирымка
- 438 км: Ил
- 442 км: Сылызь
- 450 км: Медла
- 451 км: Медло
- 458 км: Пыхта
- 459 км: Лем
- 472 км: Кизелка
- 479 км: Грязнуха
- 479 км: Легзюшка
- 491 км: Кен